# Natascha Mehler
Natascha Mehler (* 27. Dezember 1970 in Aschau im Chiemgau) ist eine deutsche Archäologin mit dem Schwerpunkt Mittelalter- und Neuzeitarchäologie.

## Werdegang
Natascha Mehler studierte Ur- und Frühgeschichte, Archäologie des Mittelalters und der Neuzeit, Klassische Archäologie und Denkmalpflege an den Universitäten von Regensburg, Wien, Amsterdam, Bergen und Bamberg. Mit ihrer Magisterarbeit legte sie eine Bearbeitung der mittelalterlichen Keramik von Island vor. 2008 promovierte sie an der Universität Kiel mit einer Dissertation zu Tonpfeifen in Bayern (ca. 1600–1745).
Nach dem Studium trat Mehler eine Stelle als wissenschaftliche Mitarbeiterin beim Isländischen Archäologischen Institut in Reykjavík an und war dort für die Fundverwaltung und Fundanalyse zuständig. 2002 wechselte sie an die Römisch-Germanische Kommission des Deutschen Archäologischen Instituts, wo sie promovierte und in der Redaktion an den hauseigenen Publikationsreihen mitarbeitete. 2008 trat sie die Assistentinnenstelle für Mittelalter- und Neuzeitarchäologie am Institut für Urgeschichte und Historische Archäologie der Universität Wien an. An diesem Institut war sie anschließend im akademischen Jahr 2014/15 Gastprofessorin. Im Jahr 2014 habilitierte Mehler sich an der Universität Wien mit einer Arbeit über Perspektiven der Historischen Archäologie: Methoden – Themen – Theorien. Von 2015 bis 2018 war sie Nachwuchsgruppenleiterin am Deutschen Schifffahrtsmuseum in Bremerhaven, einem Forschungsmuseum der Leibniz-Gemeinschaft, Leibniz-Institut für deutsche Schifffahrtsgeschichte.
2018/19 war Mehler Professorin (§99) für Historische Archäologie am Institut für Urgeschichte und Historische Archäologie der Universität Wien. Seit September 2020 ist sie Professorin für Archäologie des Mittelalters an der Universität Tübingen.

## Forschungsschwerpunkte
Mehler beschäftigt sich mit materieller Kultur des Mittelalters und der Neuzeit, hier besonders Keramik. Ihre geographischen Schwerpunkte liegen zum einen in der Archäologie Deutschlands und Österreichs, zum anderen in der Archäologie der nordatlantischen Inseln. Ihre Arbeit ist methodisch orientiert und stark interdisziplinär angelegt.
Natascha Mehler ist Mitglied des Beirats der Österreichischen Gesellschaft für Mittelalterarchäologie, der britischen Society for Medieval Archaeology, der amerikanischen Society of Historical Archaeology sowie der britischen Society of Post-Medieval Archaeology. In der Medieval Europe Research Community (MERC), einem Komitee der European Association of Archaeologists, repräsentiert sie die deutschsprachigen Länder.

## Auszeichnungen
Natascha Mehler ist Honorary Reader des Institute for Northern Studies der University of the Highlands and Islands. Sie ist Mitglied von AcademiaNet, nominiert von der Leibniz-Gemeinschaft.
2017 erhielt Mehler den Caroline-von-Humboldt-Preis für ihre kreative und interdisziplinäre Forschung. 2020 wurde sie mit dem John L. Cotter Award in Historical Archaeology ausgezeichnet.

## Veröffentlichungen (Auswahl)
- Herausgeberin mit Alasdair Brooks: The Country Where My Heart Is. Historical Archaeologies of Nationalism and National Identity. Gainesville 2017, ISBN 978-0-8130-5433-9.
- Der Matzleinsdorfer Friedhof in Wien (1784–1879). (= Fokus Denkmal. 9). Wien 2017, ISBN 978-3-85028-841-5.
- mit Mary Beaudry: The material culture of the modern world. In: Post-Medieval Archaeology. 1/50, 2016, S. 108–120.
- Hanse Archaeology. In: Encyclopedia of Global Archaeology. New York 2014, S. 3209–3219.
- Herausgeberin: Historical Archaeology in Central Europe. (= Society of Historical Archaeology, Special Publications. No. 10). Rockville 2013, ISBN 978-1-939531-01-8.
- The perception and identification of hanseatic material culture in the North Atlantic: problems and suggestions. In: Journal of the North Atlantic Special. Volume 1: Historical Archaeology in the North Atlantic: World Systems, Colonialism, and Climate. 2009, S. 89–108.
- The archaeology of mercantilism: clay tobacco pipes in Bavaria and their contribution to an economic system. In: Post-Medieval Archaeology. 43/2, 2009, S. 261–281.